# Судебная система США
Судебная система США — система связанных между собой судебных и административных органов власти, осуществляющих правосудие в Соединённых Штатах Америки и управление судебными органами. Состоит из различных государственных органов на федеральном уровне, на уровне штата и на местном уровне. Отличительной чертой судебной системы США является её дуализм.

## Система органов

### Федеральные суды
Федеральные суды рассматривают все дела, возникающие из отношений, урегулированных Сводом законов Соединённых Штатов (United States Code, сокр. U.S.C.). Они также рассматривают все дела, подпадающие под юрисдикцию федеральных агентств. К таким, например, относятся дела о преступлениях, совершенных на территории сразу нескольких штатов, поскольку эти дела находятся в юрисдикции ФБР.
Система федеральных судов состоит из нескольких иерархических уровней. Высшим звеном в системе является Верховный Суд США. Далее следуют окружные апелляционные суды. Ниже идут окружные суды различных географических регионов, систему которых определяет Конгресс США.

### Суды штатов
Суды штатов создаются в различных формах, в соответствии с законодательством каждого штата. Например, в штате Нью-Йорк действует Высший Суд Нью-Йорка, который по сути является судом первой инстанции, своё название получил как указание на то, что он является судом более высокого ранга по отношению к административным и местным судам. Судом самого высокого уровня в этом штате является Апелляционный суд штата Нью-Йорк.
Суды штатов рассматривают дела, вытекающие из отношений, регулируемых местным законодательством. В судах штатов рассматривается подавляющее большинство дел.